# 파라메스와르

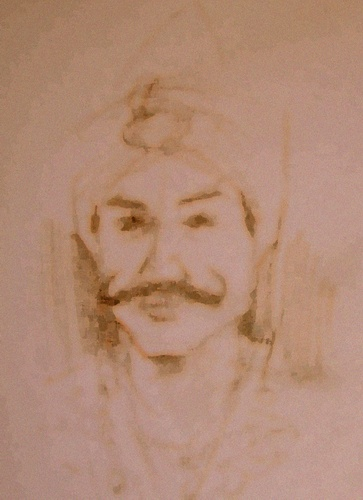

파라메스와르(말레이어: Parameswara, 1344~c.1414)는 1389년부터 1398년까지 싱가푸라의 마지막 라자이자, 말라카(Malacca)를 창시한 술탄(재위1400?~1414)이다. 흔히 이스칸다르 샤흐(말레이어: Iskandar Shah)로 알려져 있는데 이는 말라카 술탄국의 술탄이 되면서 지어진 이름이다. 그의 이름에 대한 다양한 표기가 있는데 양승윤의 <인도네시아사>에서는 파라메시와라(Paramesywara)라고 표기한다. 흔히 파라메스와라(Parameswara)라고 하는데 현지에서는 파라메스와르(또는 '파라메스와러')에 가깝게 발음된다.
말레이인 출신으로 힌두교도였던 그는 스리위자야 왕국의 왕자였고, 1375년 싱가푸라의 왕이었던 스리 마하라자가 죽자 싱가푸라의 왕이 되었다고 한다. 하지만, 이후 변절하였으며, 마자파힛 왕국(Majapahit kingdom)이 침공하자 이를 피해 무아르로 옮길 계획을 세웠으나, 지리적으로 적합하지 않자 현재의 믈라크 시로 피했다. 1400년경(1402년으로도 간주됨) 믈라크 술탄국을 건설한 뒤 초대 술탄이 되어 1414년까지 재위했다고 하는데, 최근 발표된 또다른 논문에서는 그가 믈라크 술탄국을 건설하고 초대 술탄이 된 해를 1262년이며 1281년까지 재위했다고 하여 논란이 일고 있다. 1409년 이슬람교로 개종하고 페르시아어 이름을 택해 이스칸다르 샤흐가 되었다고 한다. 믈라크는 당시 국제 무역항으로서 크게 번영했으며, 사후 믈라크의 범위는 믈라크 일대를 넘어 현재의 태국 파타니에서 인도네시아 수마트라 섬 일대에 이르기까지 확장되었으며, 1506년 클란탄을 점령한 이후에도 영역을 계속 확대하려 했다.

## 같이 보기
- 믈라카 해협
- 항 투아
- 오랑 라우트